# موسی‌کند
موسی‌کند (به ترکی آذربایجانی: Musakend) یک منطقهٔ مسکونی در جمهوری آذربایجان است که در شهرستان حاجی‌قبول واقع شده‌است.